# 歯の妖精

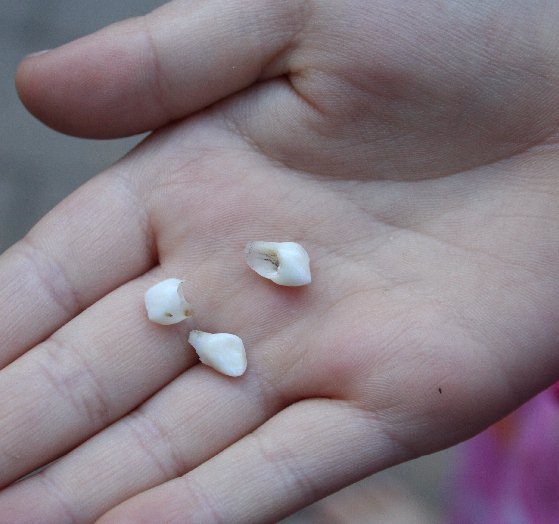
子供たちが歯の妖精に贈る乳歯

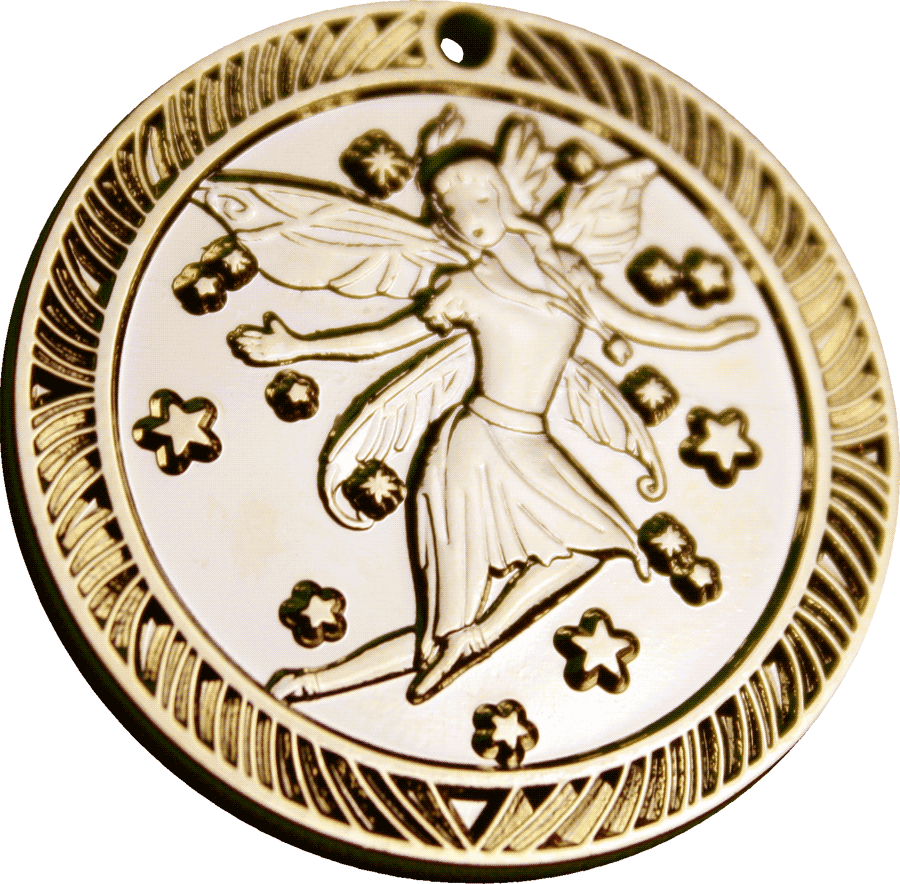
歯の妖精が描かれたコイン

歯の妖精（ドイツ語: Zahnfee, 英語: Tooth fairy, フランス語: la Petite Souris, スペイン語: Ratoncito Pérez）とは、抜けた乳歯をコイン（場合によってはプレゼント）に交換してくれる妖精である。
乳歯から永久歯への生え替わりに関しては、ヒトであればほぼすべての人が経験する通過儀礼であるだけに、洋の東西を問わずさまざまな迷信が存在している。
西洋においては、抜けた乳歯を枕の下に入れて寝ると、翌朝歯の妖精がそれをコイン（アメリカにおいてはクオーターが多い）あるいはプレゼントに交換してくれるという言い伝えがある。
日本では、抜けた乳歯を、上の歯の場合には床下に、下の歯の場合には屋根に向かって縁側や窓などから放り投げることが行われる。このとき、地方によっては、「ネズミの歯と取り替えろ」というかけ声を掛けて、生え替わってくる永久歯が丈夫であることを祈る。これは、ネズミの歯が生涯伸び続けるという事実を元にしたものである。なお、ラテン語圏のRatoncito Pérezも一般にネズミの姿で表現される。
なお、日本財団と日本歯科医師会の共同で実施している「TOOTH FAIRYプロジェクト」は、この「歯の妖精」にちなんで命名された。